# Hillman Imp

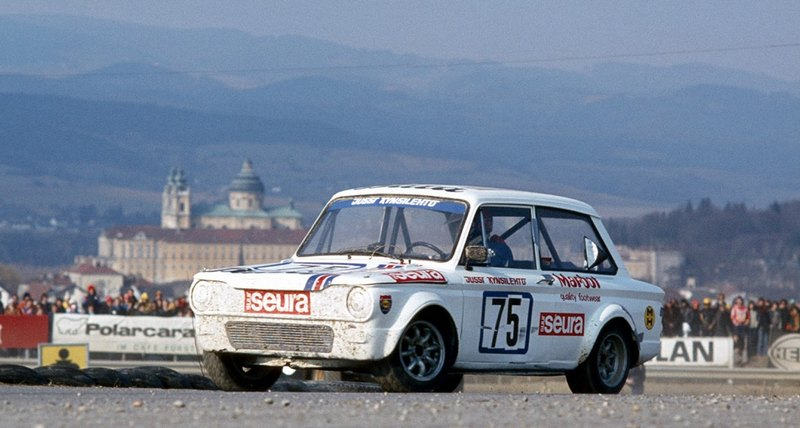
Motorsport 1978: Der Finne Jussi Kynsilehto mit seinem Singer Chamois Sport beim Rallycross

Der Hillman Imp ist ein Kleinwagen-Modell des zur Rootes-Gruppe gehörenden Herstellers Hillman. Er wurde von 1963 bis 1976 in Linwood bei Glasgow in Großbritannien  produziert.

## Entwicklungsgeschichte
Der Imp (zu deutsch etwa Kobold) war wie der BMC ADO 15 (Austin Seven, Morris Mini Minor und andere) eine Antwort auf die durch die Sueskrise stark gestiegenen Ölpreise. Die Rootes-Gruppe hatte lange Zeit kein Interesse an einem Kleinwagen, doch infolge der Sueskrise und des Erfolgs des Mini sah man sich zum Handeln gezwungen, weshalb der Imp innerhalb von nur knapp drei Jahren entwickelt wurde. Im Gegensatz zum Mini hatte der Imp Heckantrieb und einen Vierzylinder-Heckmotor mit 875 cm³ Hubraum und 39 bhp (29 kW). Seine Höchstgeschwindigkeit betrug 127 km/h. Der Motor mit Aluminiumgehäuse war vom Coventry Climax FWMA abgeleitet, der ursprünglich als Antrieb für tragbare Feuerlöschpumpen (Tragkraftspritzen) der Feuerwehr konzipiert und deshalb sehr leicht war. Besonderes Kennzeichen des Wagens war die aufklappbare Heckscheibe, die Zugang zu einem kleinen Kofferraum bot. Zudem ließ sich die Rückbank umklappen, sodass der Imp trotz des Heckmotors durchaus brauchbaren Stauraum aufwies. Ein zweiter Kofferraum befand sich in der Fahrzeugfront und wurde gerne genützt, um durch Gewichte ein ruhigeres Fahrverhalten zu bewirken.
Der Imp erreichte nie die Popularität des Mini, obwohl er wie dieser auch im Motorsport relativ erfolgreich war. Ein Grund dafür war die mangelnde Material- und Verarbeitungsqualität – der Imp wurde in einer neu errichteten Fabrik im schottischen Linwood gefertigt, doch die dortigen Arbeiter hatten großenteils keine Erfahrung mit industrieller Fertigung, und die Qualität war entsprechend bescheiden. Hinzu kamen einige (der Kürze der Entwicklungszeit geschuldete) Konstruktionsmängel, so tendierte der Motor zum Überhitzen. Neben der Fertigung in Linwood gab es auch CKD-Montagen in anderen Ländern, so u. a. in Australien, Neuseeland, Irland, Portugal, Südafrika, Uruguay, den Philippinen und Venezuela. Insgesamt entstanden etwa 440.000 Stück.

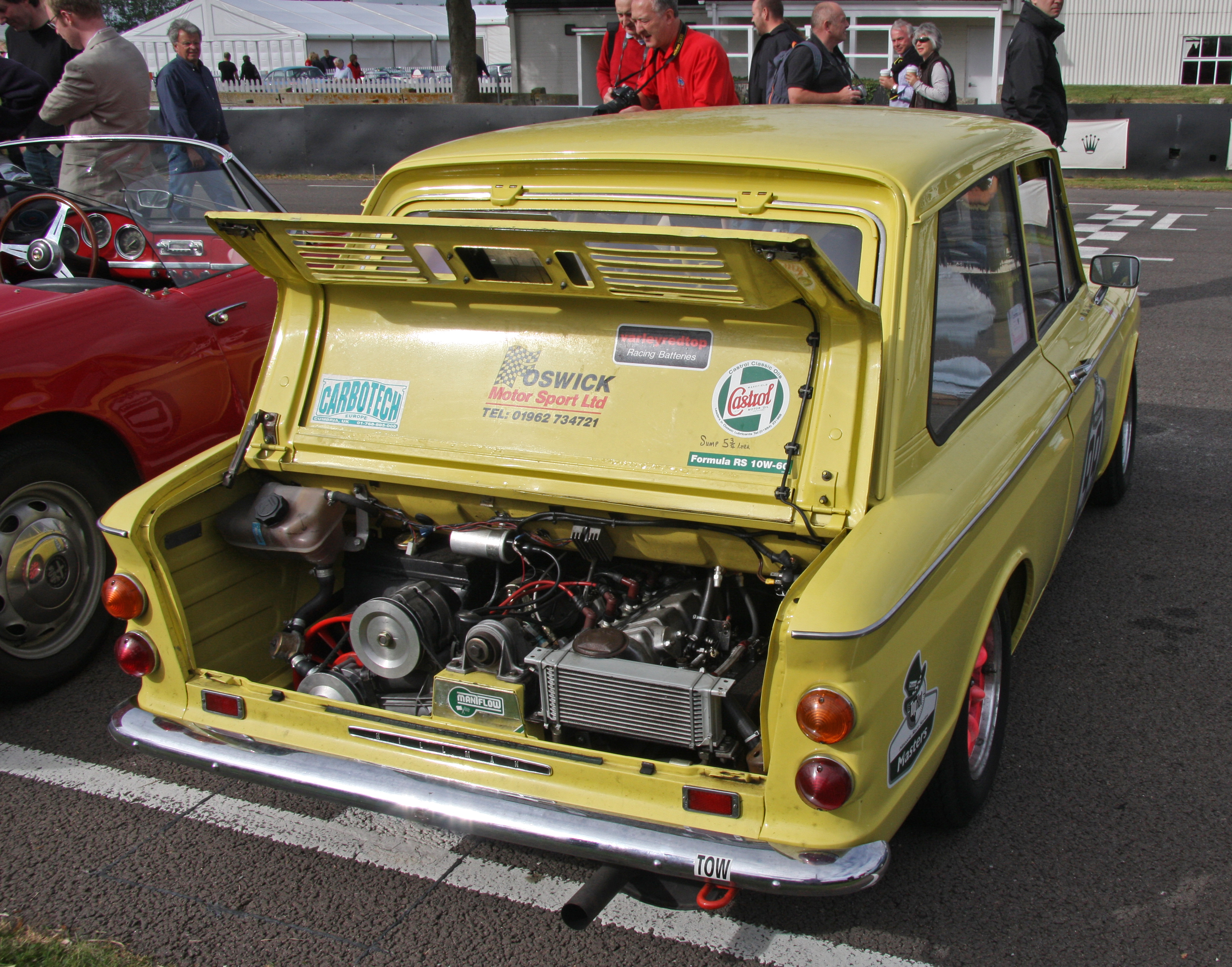
Imp mit offener Motorhaube.
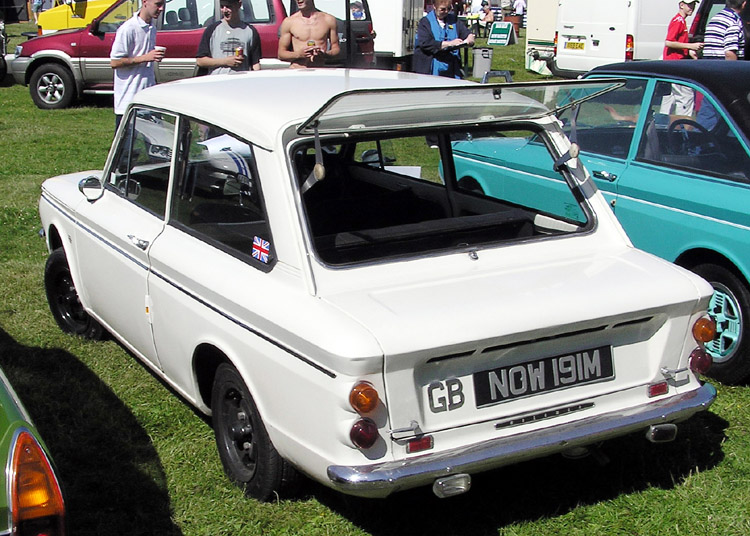
Imp mit offener Heckkofferaumklappe.
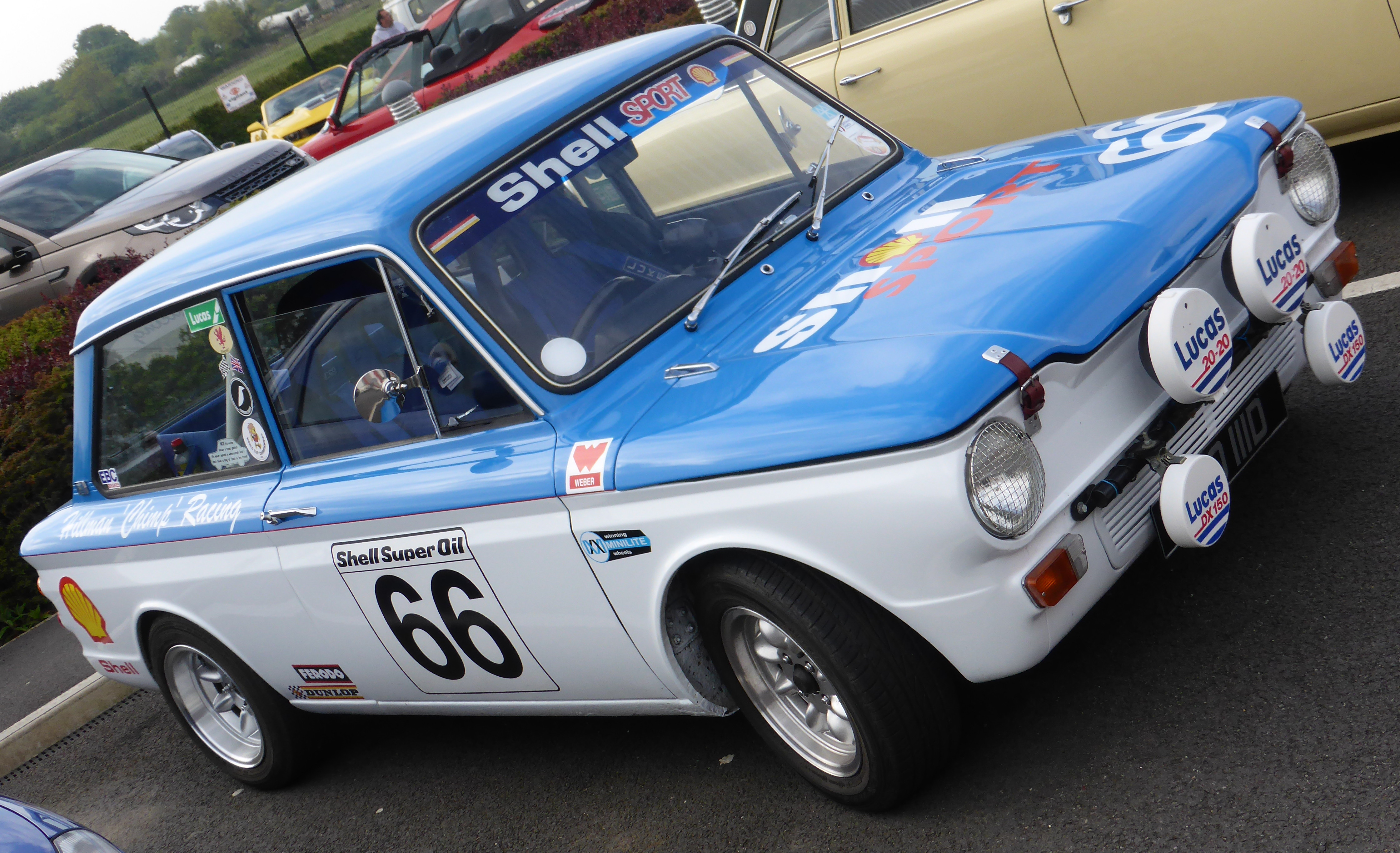
Frontansicht Dutch. Die Frontkofferraumklappe ist deutlich erkennbar.
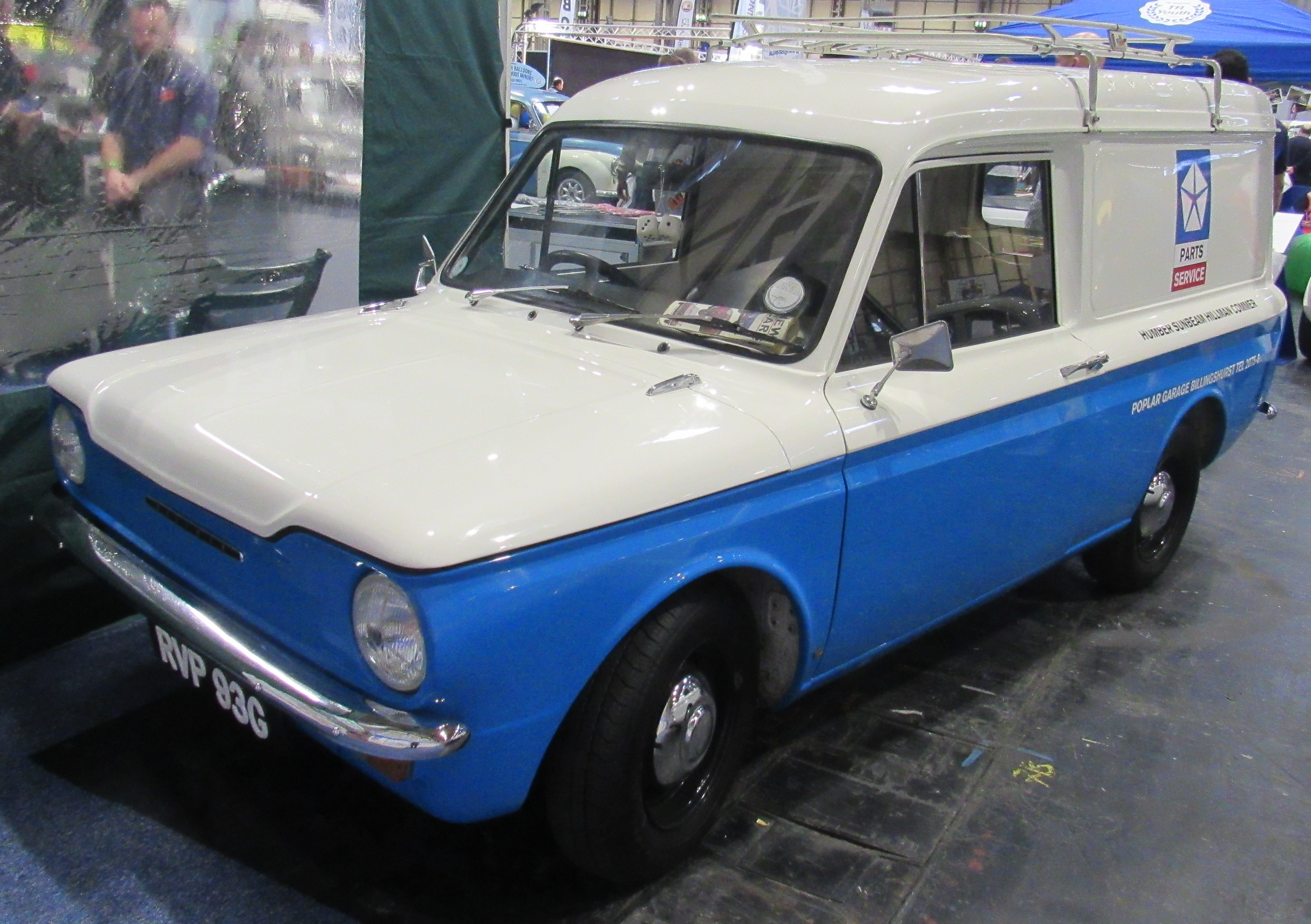
Hillman Imp Van, als geschlossener Lieferwagen (1969).
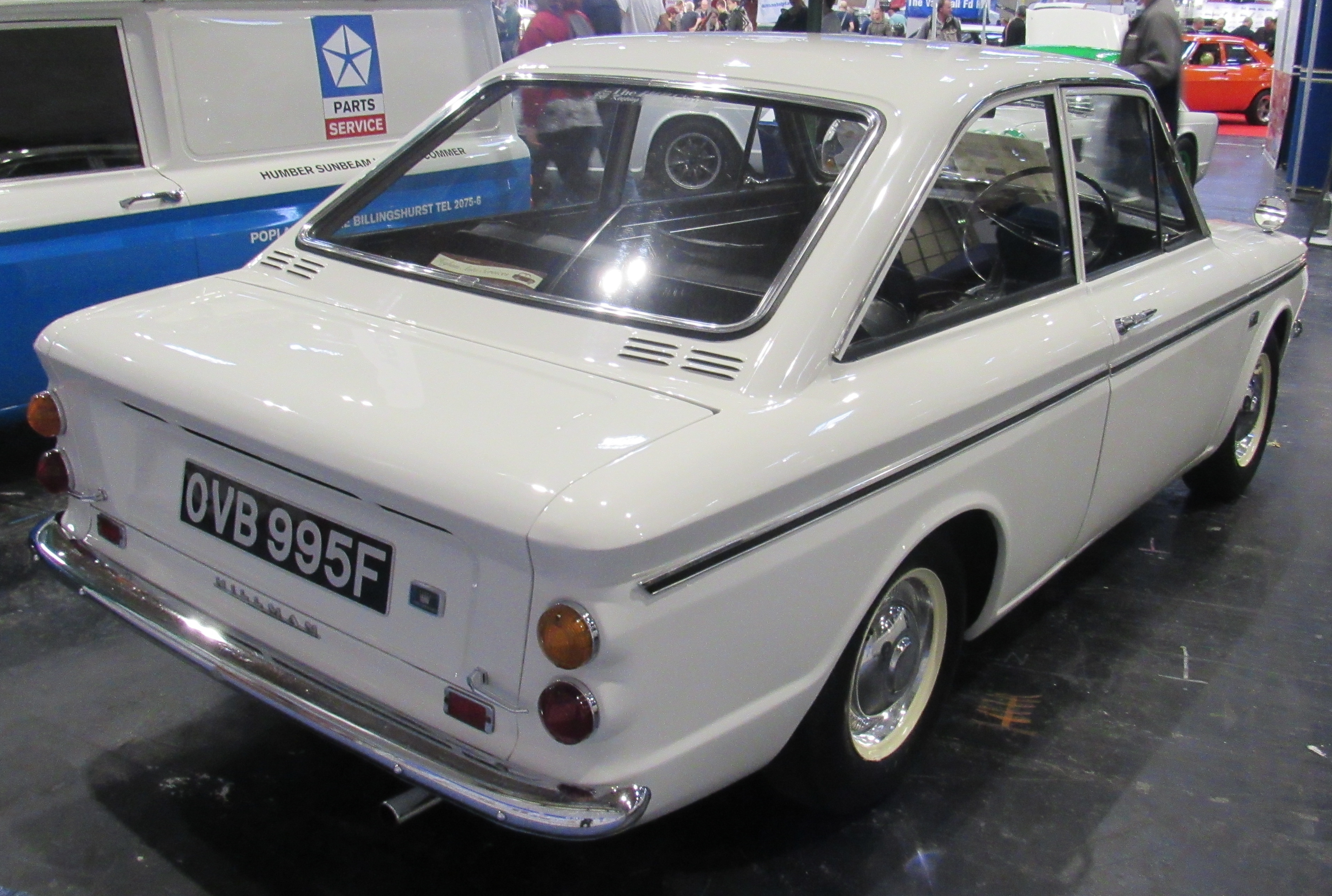
Hillman Imp Californian, Heckansicht (1967).

## Varianten des Imp
Von 1967 bis 1970 wurden zusätzlich zur Limousine ein dreitüriger Kombi, das Modell Husky, und ein Coupé, der Hillman Imp Californian, mit gleicher Motorisierung angeboten.
Wie bei der Rootes-Gruppe üblich, wurde auch beim Imp reges Badge-Engineering betrieben. Es gab unter anderem auch den Sunbeam Stiletto, Sunbeam Imp Sport und den Singer Chamois.

## Der Hillman Zimp

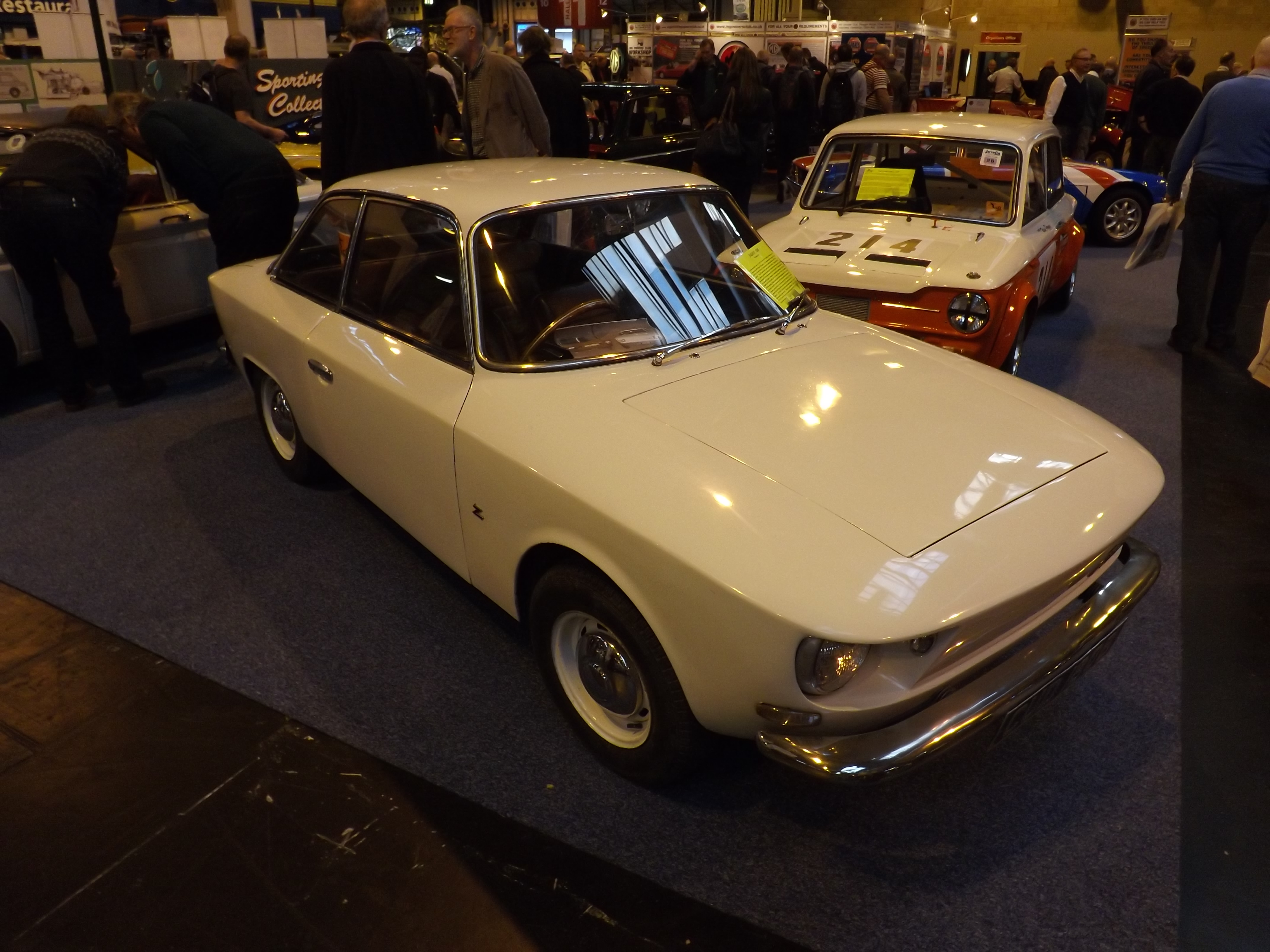
Hillman Zimp (1964)

1963 entwarf Zagato in Mailand eine leichte Stufenheck-Karosserie für das Imp-Fahrgestell. Das Fahrzeug erhielt die Bezeichnung Hillman Zimp. Drei Prototypen wurden für Ausstellungszwecke hergestellt. Die Rootes-Gruppe erwog eine Serienproduktion des eleganten Modells; die Pläne scheiterten aber letztlich am Veto Chryslers. Es blieb daher bei drei produzierten Exemplaren. Die Fahrzeuge existieren heute noch. Sie befinden sich in Sammlerhänden.

## Ergänzungen und Nachfolger
1963 erwog die Rootes-Gruppe, eine vergrößerte, viertürige Version des Imp zu entwickeln, die sich an den Chevrolet Corvair anlehnen sollte. Das Projekt wurde unter dem Namen Swallow etwa ein Jahr lang entwickelt; Anfang 1964 wurden die Arbeiten am Swallow allerdings eingestellt, da die Kosten für eine Serienproduktion als zu hoch eingeschätzt wurden. An die Stelle des Swallow trat das Rootes-Arrow-Projekt, das unter anderem als Hillman Hunter realisiert wurde und nahezu eineinhalb Jahrzehnte im Verkauf war.
Nachfolger des Imp wurde 1976 der auf der Plattform des Hillman Avenger entwickelte Chrysler Sunbeam mit Frontmotor und Hinterradantrieb. Auch er hatte eine gläserne Heckklappe.

## Trivia
Alec Issigonis, der Entwickler des Mini, soll nach einer Probefahrt mit dem Imp gesagt haben: „Wirklich toll, euer Auto - nur leider verkehrt herum!“ – eine Anspielung darauf, dass der Imp zwar gute Fahreigenschaften aufwies, aber der Mini gezeigt hatte, dass die Zukunft des Kleinwagens in Frontmotor und -antrieb lag, während sich beim Imp beides im Heck befand.
| Hillman                                | Imp/Husky                                                                                  | Californian                                                                                | Imp Sport                                                                                  | Rally Imp                                                                                  |
| -------------------------------------- | ------------------------------------------------------------------------------------------ | ------------------------------------------------------------------------------------------ | ------------------------------------------------------------------------------------------ | ------------------------------------------------------------------------------------------ |
| Motor:                                 | 4-Zylinder-Reihenmotor (Viertakt), hinten                                                  | 4-Zylinder-Reihenmotor (Viertakt), hinten                                                  | 4-Zylinder-Reihenmotor (Viertakt), hinten                                                  | 4-Zylinder-Reihenmotor (Viertakt), hinten                                                  |
| Hubraum:                               | 875 cm³                                                                                    | 875 cm³                                                                                    | 875 cm³                                                                                    | 998 cm³                                                                                    |
| Bohrung × Hub:                         | 68 × 60,4 mm                                                                               | 68 × 60,4 mm                                                                               | 68 × 60,4 mm                                                                               | 72,5 × 60,4 mm                                                                             |
| Leistung bei 1/min:                    | 29 kW (39 PS) bei 5000                                                                     | 29 kW (39 PS) bei 5000                                                                     | 38 kW (51 PS) bei 6100                                                                     | 45 kW (60 PS) bei 6200                                                                     |
| Max. Drehmoment bei 1/min:             | 71 Nm bei 2800                                                                             | 71 Nm bei 2800                                                                             | 71 Nm bei 4300                                                                             | 79 Nm bei 3200                                                                             |
| Verdichtung:                           | 10,0:1                                                                                     | 10,0:1                                                                                     | 10,0:1                                                                                     | 10,0:1                                                                                     |
| Gemischaufbereitung:                   | 1 Fallstromvergaser Solex 30                                                               | 1 Fallstromvergaser Solex 30                                                               | 2 Horizontalvergaser Zenith/Stromberg                                                      | 2 Horizontalvergaser Zenith/Stromberg                                                      |
| Ventilsteuerung:                       | Obenliegende Nockenwelle, Antrieb über Kette                                               | Obenliegende Nockenwelle, Antrieb über Kette                                               | Obenliegende Nockenwelle, Antrieb über Kette                                               | Obenliegende Nockenwelle, Antrieb über Kette                                               |
| Kühlung:                               | Wasserkühlung                                                                              | Wasserkühlung                                                                              | Wasserkühlung                                                                              | Wasserkühlung                                                                              |
| Getriebe:                              | Vollsynchronisiertes 4-Gang-Getriebe Hinterradantrieb                                      | Vollsynchronisiertes 4-Gang-Getriebe Hinterradantrieb                                      | Vollsynchronisiertes 4-Gang-Getriebe Hinterradantrieb                                      | Vollsynchronisiertes 4-Gang-Getriebe Hinterradantrieb                                      |
| Radaufhängung vorn:                    | Pendelachse, Schraubenfedern                                                               | Pendelachse, Schraubenfedern                                                               | Pendelachse, Schraubenfedern                                                               | Pendelachse, Schraubenfedern                                                               |
| Radaufhängung hinten:                  | Schräglenkerachse, Schraubenfedern                                                         | Schräglenkerachse, Schraubenfedern                                                         | Schräglenkerachse, Schraubenfedern                                                         | Schräglenkerachse, Schraubenfedern                                                         |
| Bremsen:                               | Trommelbremsen rundum                                                                      | Trommelbremsen rundum                                                                      | Trommelbremsen rundum                                                                      | Trommelbremsen rundum                                                                      |
| Lenkung:                               | Zahnstangenlenkung                                                                         | Zahnstangenlenkung                                                                         | Zahnstangenlenkung                                                                         | Zahnstangenlenkung                                                                         |
| Karosserie:                            | Stahlblech, selbsttragend                                                                  | Stahlblech, selbsttragend                                                                  | Stahlblech, selbsttragend                                                                  | Stahlblech, selbsttragend                                                                  |
| Spurweite vorn/hinten:                 | 1280/1220 mm                                                                               | 1280/1220 mm                                                                               | 1280/1220 mm                                                                               | 1280/1220 mm                                                                               |
| Radstand:                              | 2080 mm                                                                                    | 2080 mm                                                                                    | 2080 mm                                                                                    | 2080 mm                                                                                    |
| Abmessungen:                           | Imp: 3590 × 1530 × 1380 mm Californian: 3590 × 1530 × 1330 mm Husky: 3590 × 1530 × 1490 mm | Imp: 3590 × 1530 × 1380 mm Californian: 3590 × 1530 × 1330 mm Husky: 3590 × 1530 × 1490 mm | Imp: 3590 × 1530 × 1380 mm Californian: 3590 × 1530 × 1330 mm Husky: 3590 × 1530 × 1490 mm | Imp: 3590 × 1530 × 1380 mm Californian: 3590 × 1530 × 1330 mm Husky: 3590 × 1530 × 1490 mm |
| Leergewicht:                           | 701–715 kg Husky: 748 kg                                                                   | 714 kg                                                                                     | 724 kg                                                                                     | 701 kg                                                                                     |
| Höchstgeschwindigkeit (Werk):          | 126 km/h Husky: 121 km/h                                                                   | 130 km/h                                                                                   | 138–145 km/h                                                                               | 152 km/h                                                                                   |
| 0–100 km/h (Werk):                     | 28,2 s                                                                                     | 26,8 s                                                                                     | 17,9 s                                                                                     | n. a.                                                                                      |
| Verbrauch (Liter/100 Kilometer, Werk): | ca. 6,3–7,8 S                                                                              | ca. 6,3–7,8 S                                                                              | 6,6–7,8 S                                                                                  | 8,1–9,4 S                                                                                  |
| Preis (SFr, 1969):                     | 5.690                                                                                      | 6.950                                                                                      | 7.190                                                                                      | -                                                                                          |